# Déclaration de guerre (Angel)
Pour la notion, voir Déclaration de guerre.
Déclaration de guerre est le 11e épisode de la saison 2 de la série télévisée Angel. Dans cet épisode, Darla et Drusilla rassemblent une armée de démons. Angel tente de les arrêter seul.

## Synopsis
Lindsey McDonald et Lilah Morgan, seuls rescapés de la tuerie effectuée par Darla et Drusilla, sont persuadés que l'un d'eux va être sacrifié par Wolfram & Hart. Au lieu de ça, ils sont tous les deux promus au même poste, leur rivalité s'avérant être stimulante. Entretemps, Darla et Drusilla les contactent pour essayer de profiter de leur situation, raison pour laquelle elles les ont épargnées.
Venant juste d'être renvoyés par Angel, Cordelia, Wesley et Gunn tentent de résoudre sans lui les problèmes amenés par les visions de Cordelia, affrontant seuls un démon. De son côté, Angel s'entraîne pour la guerre contre Darla et Drusilla, et apprend qu'elles veulent rassembler une armée de démons pour mettre la ville à leurs pieds. Angel se rend en avance au rendez-vous et tue tous les prétendants. Après quoi il enflamme les deux vampires, qui s'éteignent in extremis. Wesley informe ensuite Angel que, même s'il semble avoir abandonné sa mission, Cordelia, Gunn et lui la poursuivent.

## Statut particulier
Dans cet épisode, Angel est présenté sous son côté le plus sombre sans être pour autant dominé par sa personnalité d'Angelus. Il n'a aucun dialogue avec les autres personnages, ses seules lignes étant des réflexions pour lui-même. Carley Tauchert, du site Den of Geek, le classe à la 9e place des meilleurs épisodes de la série. Noel Murray, du site The A.V. Club, évoque un épisode « plaisant dans l'ensemble » avec des scènes « plutôt inspirées » impliquant Cordelia, Wesley et Gunn ainsi que Darla et Drusilla mais, même s'il apprécie en théorie l'arc narratif, il reconnaît ne toujours pas arriver à s'y impliquer émotionnellement. Pour Ryan Bovay, du site Critically Touched, qui lui donne la note de A-, c'est un « épisode de qualité » qui, s'il n'atteint pas le niveau du précédent, est « sombre et sordide » d'une façon traditionnelle avec un « héros déchu » et une « voix-off sans intonation » évoquant l'esthétique du film noir. 

## Distribution

### Acteurs crédités au générique
- David Boreanaz : Angel
- Charisma Carpenter : Cordelia Chase
- Alexis Denisof : Wesley Wyndam-Pryce
- J. August Richards : Charles Gunn

### Acteurs crédités en début d'épisode
- Christian Kane : Lindsey McDonald
- Stephanie Romanov : Lilah Morgan
- Andy Hallett : Lorne
- Brigid Brannagh : Virginia Bryce
- Nicolas Surovy : Hunt Acrey
- Julie Benz : Darla
- Juliet Landau : Drusilla

### Acteurs crédités en fin d'épisode
- Matthew James : Merl